# Česká reprezentace v americkém fotbale
Česká reprezentace v americkém fotbale reprezentuje Česko na mezinárodních akcích amerického fotbalu. 

## Turnaje
| Turnaj                      | Místo konání       | Umístění                   | Zdroj             |
| Mistrovství světa           | Mistrovství světa  | Mistrovství světa          | Mistrovství světa |
| --------------------------- | ------------------ | -------------------------- | ----------------- |
| 2025                        | Německo            | mužstvo se nekvalifikovalo |                   |
| Mistrovství Evropy          |                    |                            |                   |
| 2010                        | Německo            | mužstvo se nekvalifikovalo |                   |
| 2014                        | Rakousko           | mužstvo se nekvalifikovalo |                   |
| 2018                        | Finsko             | mužstvo se nekvalifikovalo | [ 1 ]             |
| 2021                        | Evropská unie      | 11. místo                  | [ 2 ]             |
| 2023                        | Evropská unie      | 10. místo                  | [ 3 ]             |
| Mistrovství Evropy divize B |                    |                            |                   |
| 2004                        | Francie            | mužstvo se nekvalifikovalo |                   |
| 2009                        | Itálie             | Bronzová medaile           | [ 4 ]             |
| 2013                        | Spojené království | 4. místo                   | [ 5 ]             |
| Mistrovství Evropy divize C |                    |                            |                   |
| 2003                        | Dánsko             | Bronzová medaile           | [ 6 ]             |

## Významná utkání

### První utkání
| 21. června 2003 | Francie | 60:0 (16:0, 21:0, 7:0, 16:0) | Česko | Přátelské utkání, Štrasburk Návštěvnost: 2000 |  |

| Report |

### První vítězství
| 27. července 2003 | Dánsko | 3:7 (3:0, 0:7, 0:0, 0:0) | Česko | Základní skupina Mistrovství Evropy C 2003, Kodaň |  |

| Report |

### První utkání na území České republiky
| 8. srpna 2010 | Česko | 24:14 (10:7, 0:7, 7:0, 7:0) | Slovensko | Přátelské utkání, Praha Návštěvnost: 2235 |  |

| Report |

### Nejvyšší vítězství
| 8. září 2018 | Česko | 44:0 (6:0, 24:0, 8:0, 6:0) | Slovensko | Pohár tří národů, Třinec Návštěvnost: 400 |  |

| Report |

## Další reprezentační výběry

### Reprezentace mužů do 19 let
Česká juniorská reprezentace se k roku 2025 zúčastnila šesti Mistrovství Evropy. Doposud nejlepším výsledkem juniorského výběru je 5. místo z jejího debutového šampionátu v roce 2002.

### Flagfotbalová reprezentace mužů
Flagfotbalová reprezentace mužů se na Mistrovství Evropy poprvé představila roku 2013. Nejlepším umístěním mužstva je 7. místo z ME 2017.
Na Mistrovství světa se muži představili poprvé v roce 2024. Ve Finsku vybojovali 16. místo.

### Flagfotbalová reprezentace žen
Ženy se ME zúčastnili poprvé roku 2017. Na svém premiérovém evropském turnaji skončily těsně pod stupni vítězů – čtvrté. 4. místo je k roku 2025 také nejlepším umístěním žen na ME ve flag fotbale.
Ženská flagfotbalová reprezentace se zúčastnila také dvou světových šampionátů, konkrétně v letech 2019 a 2024. Lépe se umístila roku 2019, kdy si z Panamy odvezly 9. místo.